# So Close, Yet So Far

«Tan Cerca Pero Tan Lejos» —título original en inglés: «So Close, Yet So Far»— es el segundo episodio de la primera temporada de la serie de televisión posapocalíptica, horror Fear the Walking Dead. En el guion estuvo cargo Marco Ramírez y por otra parte Adam Davidson dirigió el episodio, que salió al aire en el canal AMC el 30 de agosto de 2015 en los Estados Unidos y en Latinoamérica.

## Trama
Después del encuentro con un zombificado Calvin, Nick, Madison y Travis eligen huir al desierto y quieren que Alicia, Liza y Chris los sigan. Alicia encuentra a Matt enfermo en su casa desaliñada. Travis llega y ve una mordida en Matt, quien convence a Alicia para que se vaya. El grupo regresa a la casa de Madison para recoger suministros. Nick sufre de abstinencia de heroína, por lo que Madison conduce a su escuela para buscarle oxicodona. Allí, se encuentra con Tobias hurgando en la comida. Un Artie zombificado intenta morder a Tobias, por lo que Madison mata a Artie y lleva a Tobias a casa. El autobús de Chris está atrapado en un embotellamiento causado por un disparo de zombis por parte de la policía. Chris filma el evento y se une a una protesta contra ese y otros tiroteos fatales recientes de la policía, cuando Travis y Liza se encuentran con él. Una revuelta estalla después de que la policía derriba a una zombi, pero los tres Manawas encuentran refugio con los Salazar en su barbería-casa cerrada. Travis le dice a Madison que lleve a los niños al desierto sin él; Él lo alcanzará. Alicia es testigo de que su vecino zombificado, el Sr. Dawson, ataca a la Sra. Cruz al otro lado de la calle, pero Madison le impide intervenir. El grupo dentro de la barbería permanece atrapado, mientras que el motín afuera se intensifica.

## Recepción
"So Close, Yet So Far" recibió críticas en su mayoría positivas. En Rotten Tomatoes, obtuvo una calificación de 86% con un puntaje promedio de 6.63 / 10 basado en 21 comentarios. El consenso del sitio dice: "'So Close, Yet So Far'" mantiene la construcción de combustión lenta del piloto FTWD, ganando sus momentos de tensión con ataques de zombis y drama familiar dinámico y disfuncional".
Matt Fowler de IGN le dio a "So Close, Yet So Far" una calificación de 7.5 / 10 que decía: "Al final de 'So Close, Yet So Far', Alicia y Chris parecían entender lo que estaba sucediendo. Pero ahora casi todos perdieron su ventana para huir. Aun así, este episodio fue bueno al mostrarnos qué tan rápido puede colapsar la sociedad, la dureza de los nuevos caminantes del 'primer día' y todas las formas en que un brote de zombis puede ser malinterpretado. Milagro Mile (película de 1988) (para aquellos que lo han visto) me viene a la mente. Se trata de un restaurante lleno de gente que se entera de un ataque nuclear entrante en Los Ángeles antes que el resto de la ciudad y luego se apresura a llegar antes de que sea demasiado tarde "

### Audiencia
"So Close, Yet So Far" fue visto por 8.18 millones de televidentes en los Estados Unidos en su fecha de emisión original, casi 2 millones menos que el episodio piloto